# Ruth Grützbauch
Ruth Grützbauch (3 d'octubre de 1978, Viena) és una astrònoma, directora d'un planetari i divulgadora científica austríaca. Després de doctorar-se l'any 2007, va realitzar investigacions extragalàctiques fins al 2013. Posteriorment, va treballar com a educadora i divulgadora científica. Des del 2017 dirigeix el planetari emergent Public Space.

## Biografia
Grützbauch va néixer al districte vienès de Währing, sent la petita de sis germans. Va fer el seu batxillerat i la Matura (selectivitat austríaca) a una escola de Simmering. El 1996, va començar a estudiar astronomia a la Universitat de Viena i va obtenir el seu diploma l'any 2003. Durant el seu doctorat, va adquirir experiència internacional a la Universitat de Nottingham a Anglaterra, a l'Observatori de Pàdua a Itàlia i a l'Observatori Europeu Austral a Santiago de Xile. L'any 2007 se li va atorgar el títol acadèmic Dr. rer. nat. (doctora en ciències naturals) després de completar la seva tesi sobre les galàxies nanes.
Com a investigadora postdoctoral, Grützbauch va fer investigacions sobre les galàxies a la Universitat de Nottingham i a la Universitat de Lisboa, i va observar al Telescopi d'infrarojos del Regne Unit a Hawaii. El seu índex h és almenys 26. El 2013, Grützbauch va acabar la seva carrera acadèmica i es va convertir en educadora ambiental. Del 2015 al 2017, va treballar com a divulgadora científica a l'Observatori de Jodrell Bank.

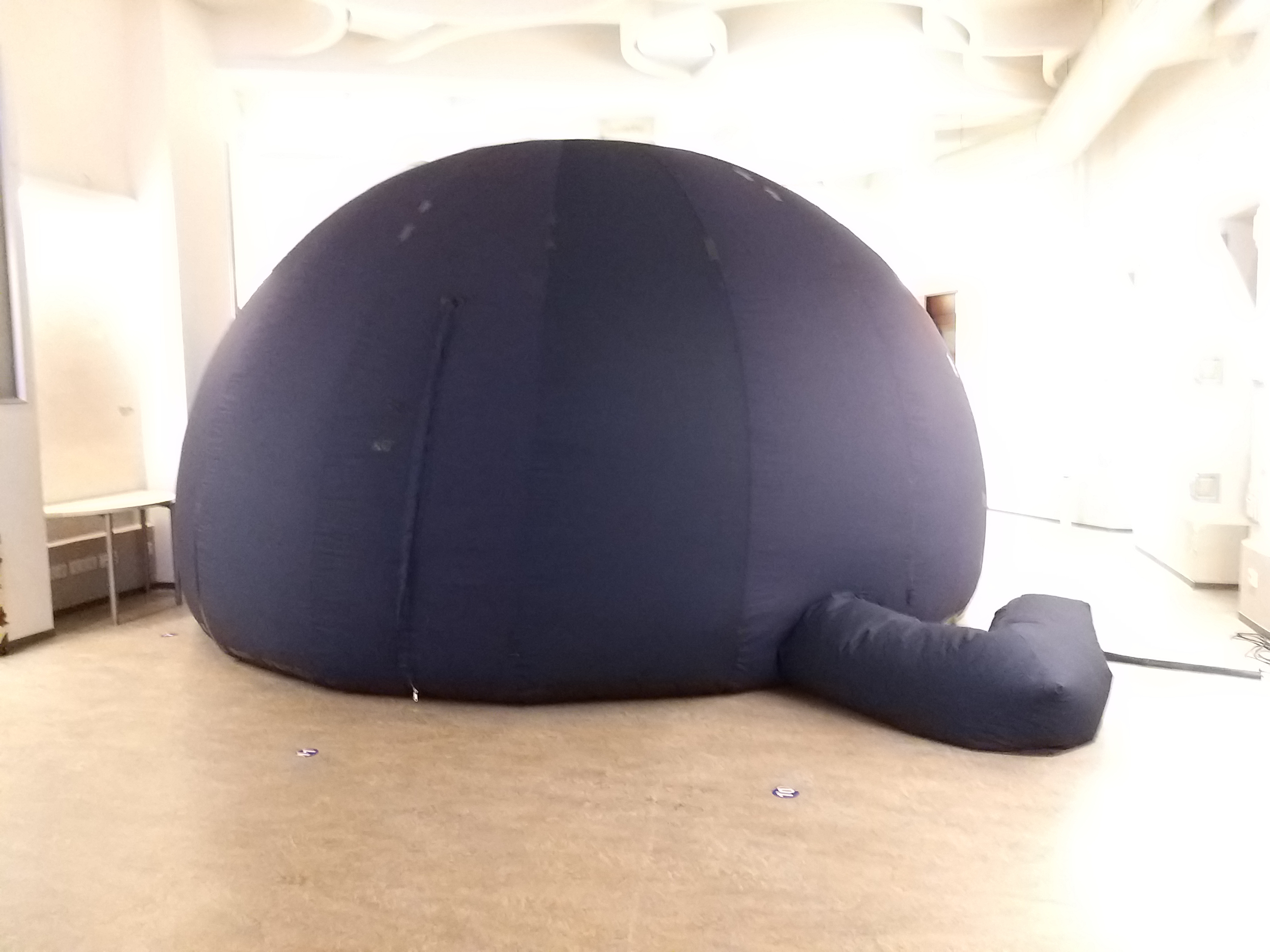
Public Space, el planetari emergent

Des del 2017, Grützbauch és coneguda per un públic més ampli gràcies al seu planetari, Public Space. Es tracta d'un planetari inflable sense ubicació fixa que és transportat per Grützbauch amb una bicicleta de càrrega des de casa seva a Viena fins a escoles i altres llocs d'esdeveniments.
Des del 2020, Grützbauch presenta el podcast d'astronomia Das Universum (en català: l'univers), juntament amb el mecànic celeste Florian Freistetter. A més, publica també una altra sèrie de podcasts sobre el cel nocturn, juntament amb Holger Klein.
L'any 2021, va publicar Per Lastenrad durch die Galaxis (en català: En bicicleta de càrrega per la galàxia), un llibre de divulgació científica sobre astronomia extragalàctica i el seu planetari.
Grützbauch forma part dels Science Busters, un grup científic de cabaret fundat per Heinz Oberhummer, Martin Putingam i Werner Gruber. Havia treballat al seu departament d'attrezzo des del 2018 i va debutar a l'escenari el 2021.

## Obres
- Sternenjahr auf Unsichtbar, Aufbau Verlag, 2024, ISBN 3-351-04246-9
- Per Lastenrad durch die Galaxis.  Berlin: Aufbau-Verlag, 2021. ISBN 978-3-351-03893-9.
- The eventful life of galaxies in low density environments or Evolution of galaxy groups (Tesi).  University of Vienna, 2007.
- Galaxien in isolierten Gruppen: Eigenschaften der Gruppenmitglieder und Signaturen gravitativer Wechselwirkungen (Tesi).  University of Vienna, 2003.

## Afiliacions
- Societat austríaca d'astronomia i astrofísica[2]
- Societat astronòmica d'Alemanya[2]
- Organització d'amics del número Pi[2][9]

## Distincions
- 2004: Societat austríaca d'astronomia i astrofísica: millor tesina de l'any 2003[2]